# 220-мм мортира образца 1932 года
220-мм мортира «ON» (чеш. 22 cm moždíř ON)— чехословацкое тяжёлое орудие периода Второй мировой войны.

## История
В октябре 1929 года польская военная комиссия была направлена в Чехословакию для переговоров о возможности приобретения орудий большой мощности, она посетила завод Шкода в Пльзень, в 1933 году был подписан контракт на поставку Польше 27 220-мм мортир, поставленных в 1934—1935 годы. В польской армии 220 мм мортиры поступили на вооружение трёх девятиорудийных тяжёлых дивизионов, каждое орудие буксировалось тремя тягачами C7P. Один из них этих дивизионов 22-23 сентября 1939 года участвовал в боях под городом Томашув-Любельский.
В сентябре 1939 года в ходе войны в Польше трофеями немцев стали 14 шт. польских 220-мм мортир wz.32 (встали на баланс Вермахта только в январе 1940 года) и 1825 снарядов к ним. После оккупации Югославии в апреле 1941 года в распоряжении вермахта оказались бывшие югославские орудия, они поступили на вооружении войск Атлантического вала.

## Описание
Масса снаряда 128 кг.

## Страны-эксплуатанты
- Польша — 27 шт. находилось на вооружении под наименованием пол. 220 mm mozdierz wz. 32
- Королевство Югославия — 12 шт. под наименованием 220 mm M28
- Нацистская Германия — трофейные польские и югославские мортиры находились на вооружении под названиями 22-cm-Mörser(p) и 22-cm-Mörser 538(j) соответственно

## Изображения

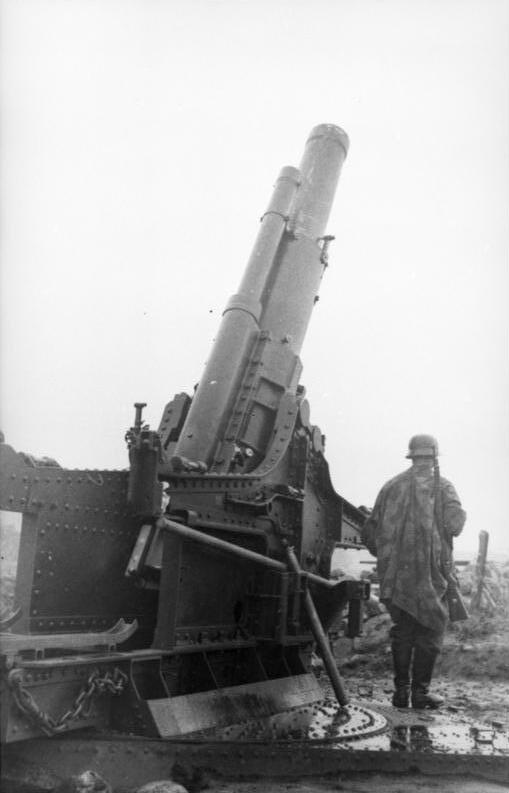
22-cm-Mörser(p) на береговой позиции в Норвегии